# Дербі (Англія)
Де́рбі (англ. Derby, МФА /ˈdɑrbi'/, слухатиⓘ) — місто у Великій Британії, у графстві Дербішир (Англія). Населення — 233,7 тис. мешканців (2005). Місто дало назву різновиду змагань на конях, а також особливо принциповим футбольним матчам.

## Географія

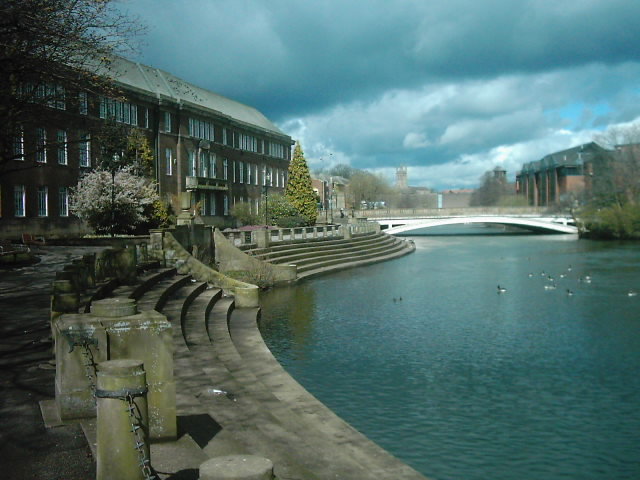
Річка Дервент у районі міста Дербі

Розташований в регіоні Іст-Мідлендс, на берегах річки Дервент, лівій притоці річки Трент, басейн Північного моря.
Площа, підпорядкована міській раді Дербі, становить 78 квадратних кілометрів що становить 0,06 % від площі Англії.

## Історія
Історія Дербі тісно пов'язана з історією Римської Британії, англосаксонським періодом і Данелагом. Назва походить від норвезького Djúra-bý, записана на англо-саксонському як Deoraby (оленяче село).
Древні поселення на місці сучасного Дербі сягають часів пізньої Римської Імперії. Укріплене поселення Дервент (Derventio) розташовувався на місці передмістя Літл Честер, захищаючи переправу через річку і перехрестя п'яти доріг. Після відступу римлян в поселенні жили саксонці. Пізніше місто входило до Союзу П'яти Міст, один з регіонів Данелагу. Дербі згадувався в англосаксонських хроніках — найдавнішому літописі Англії, у якому говориться що «Дербі розділений водою».
Під час Англійської революції в Дербі була розміщена Армія нового зразка, яка брала участь в облозі Лічфілда і в багатьох інших боях на території Ноттінгемшира, Стаффордшира і Чешира, успішно діючи проти збройних сил «кавалерів».
Сто років потому, 4 грудня 1745 року, Карл Едуард Стюарт розбив табір в Дербі під час свого походу, метою якого була Англійська корона.
Дербі і Дербішир були центром британської промислової революції. В 1717 році Дербі став місцем розташування першої в Британії шовкової фабрики. У 1771 році Річард Аркрайт побудував неподалік Дербі першу у світі бавовнопрядильну фабрику, що використовувала гідроенергію.

## Населення
За даними перепису 2001 року населення Дербі становить 221708 мешканців. До 1991 року у місті спостерігався приріст населення:
| Зміна чисельності населення Дербі в період з 1801 по 2001 роки |        |         |         |         |         |         |         |         |         |         |
| 1801                                                           | 1851   | 1901    | 1921    | 1941    | 1951    | 1961    | 1971    | 1981    | 1991    | 2001    |
| 14 695                                                         | 48 506 | 118 469 | 142 824 | 167 321 | 181 423 | 199 578 | 219 558 | 214 424 | 225 296 | 221 716 |

Більшість населення Дербі є білими британцями, їх чисельність на 2001 рік — 193 881 чоловік (84,3 %). З інших етнічних груп найчисленніші вихідці з Пакистану 8 790 (4,0 %), Індії 8 505 (3,8 %), вихідці з Карибських островів (чорні) 3 108 (1,4 %), вихідці з Карибських островів (метиси) 2 293 (1,0 %) і ірландці 3 060 (1,4 %).
Більшість мешканців сповідують християнство — 149,471 (67,4 %).

## Архітектура

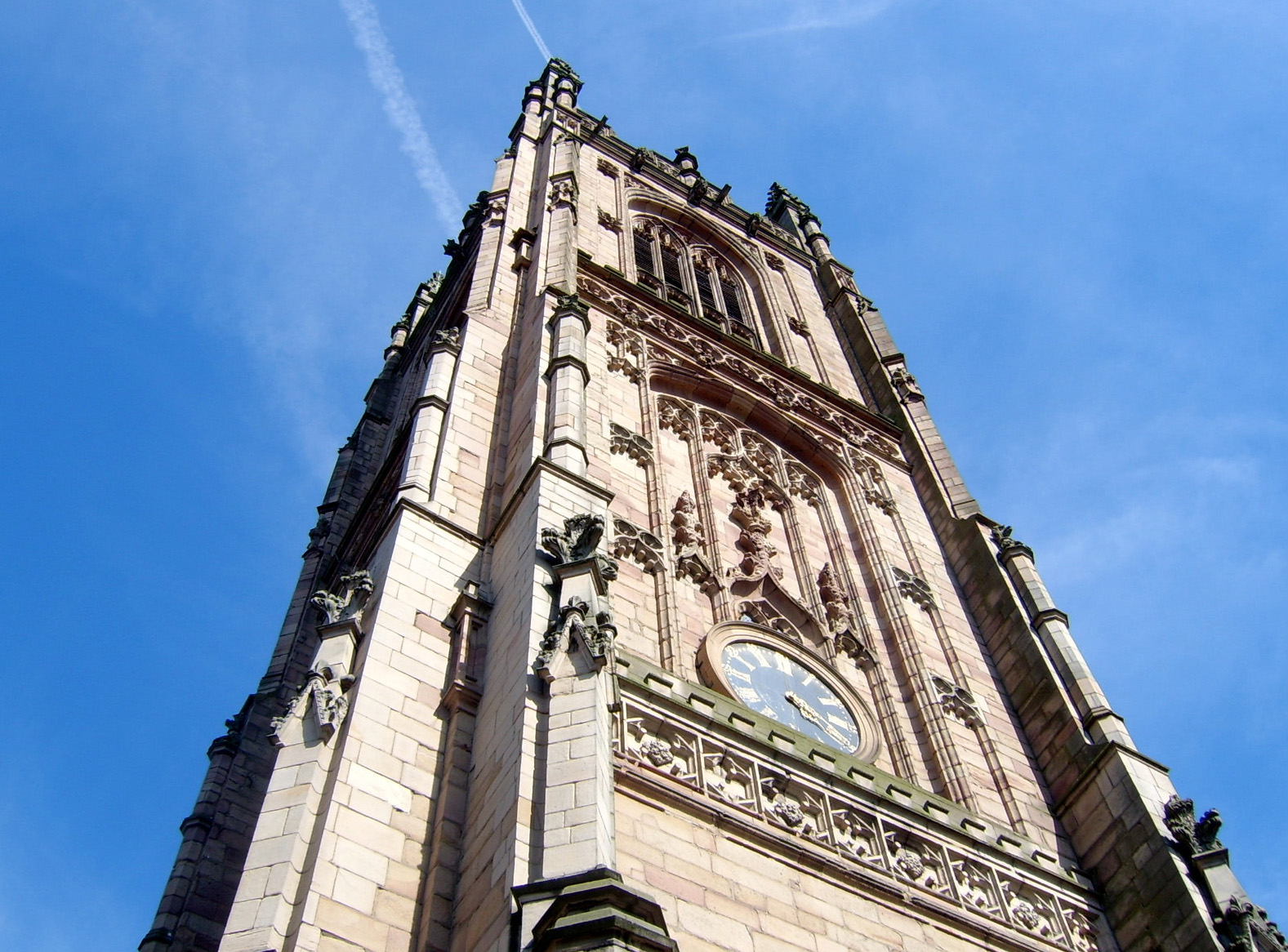
Вежа Кафедрального собору Дерби

Архітектурною пам'яткою міста є Кафедральний собор Дербі побудований в XIV столітті, імовірно на основі існуючого будинку. Він є центром англіканської єпархії Дербі. Башта собору побудована в період між 1510—1530 в популярному тоді перпендикулярному готичному стилі. У 1725 році архітектор Джеймс Гіббс (1682—1754) перебудував собор у стилі класицизму. Висота вежі собору 64,8 метра.
В кінці 2005 року було виявлено, що пара сапсанів (хижий птах з родини соколиних) оселилася на вежі собору. Щоб розглядати птахів з близької відстані, не турбуючи їх, в 2007 і 2008 роках були встановлені вебкамери.

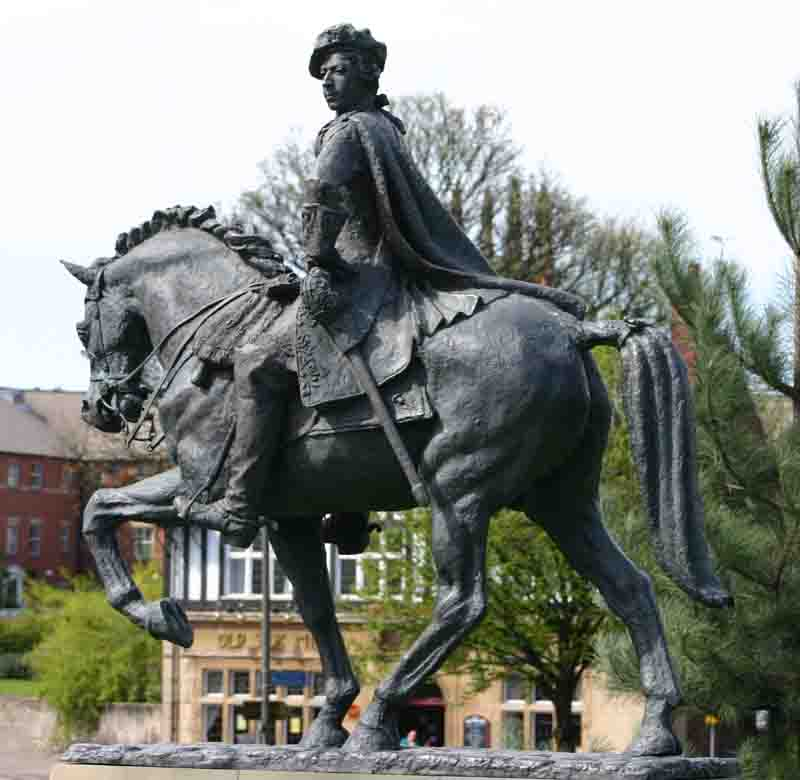
Пам'ятник Карлу Едуарду Стюарту в пам'ять подій 1745 року

У Дербі встановлений пам'ятник Карлу Едуарду Стюарту, передостанньому представнику династії Стюартів і якобітських претендентів на англійський і шотландські престоли під ім'ям Карл III в 1766—1788 роках.
У місті розташований будинок-музей Пікфорда.

## Культура

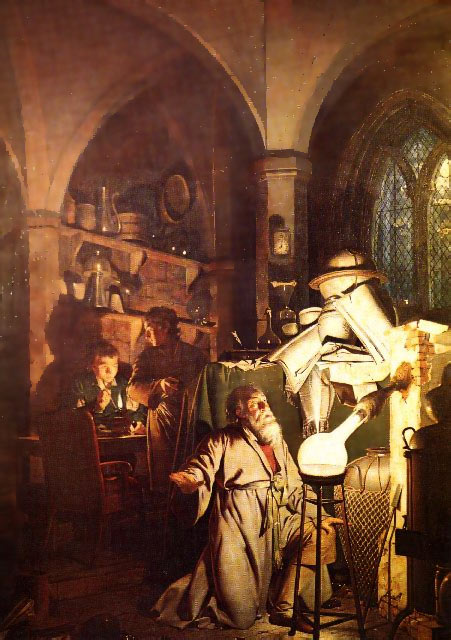
Алхімік у пошуках філософського каменя, Джозеф Райт, 1771

Серед музеїв Дербі особливе місце займає Музей і художня галерея Дербі, у якому представлена велика кількість картин британського живописця Джозефа Райта, а також колекція порцеляни з Дербі і його околиць.
Музей індустрії Дербі знаходиться в будівлі шовкової фабрики, побудованої в 1717 році. Експонати музею представляють історію індустріального розвитку Дербі. Особливий акцент зроблено на залізничній галузі і продукції фірми Rolls-Royce plc, що спеціалізується на авіаційних двигунах і силових установках для суден і промисловості. Також представлені гірничодобувна промисловість, кераміка і ливарна справа.

## Відомі люди з Дербі
У Дербі народились:
- художник Джозеф Райт (1734–1797)
- філософ і соціолог Герберт Спенсер (1820–1903), засновник органічної школи в соціології
- фотограф, хімік і астроном Вільям де Вайвлеслі Ебней (1843—1920)
- економіст Джон Аткінсон Гобсон (1858—1940)
- біохімік і молекулярний біолог Річард Джон Робертс (народився 1943), лауреат Нобелівської премії з фізіології і медицині 1993 року[5]
- метеоролог Джордж Сімпсон (1878—1965), член Лондонського королівського товариства